# August Joly

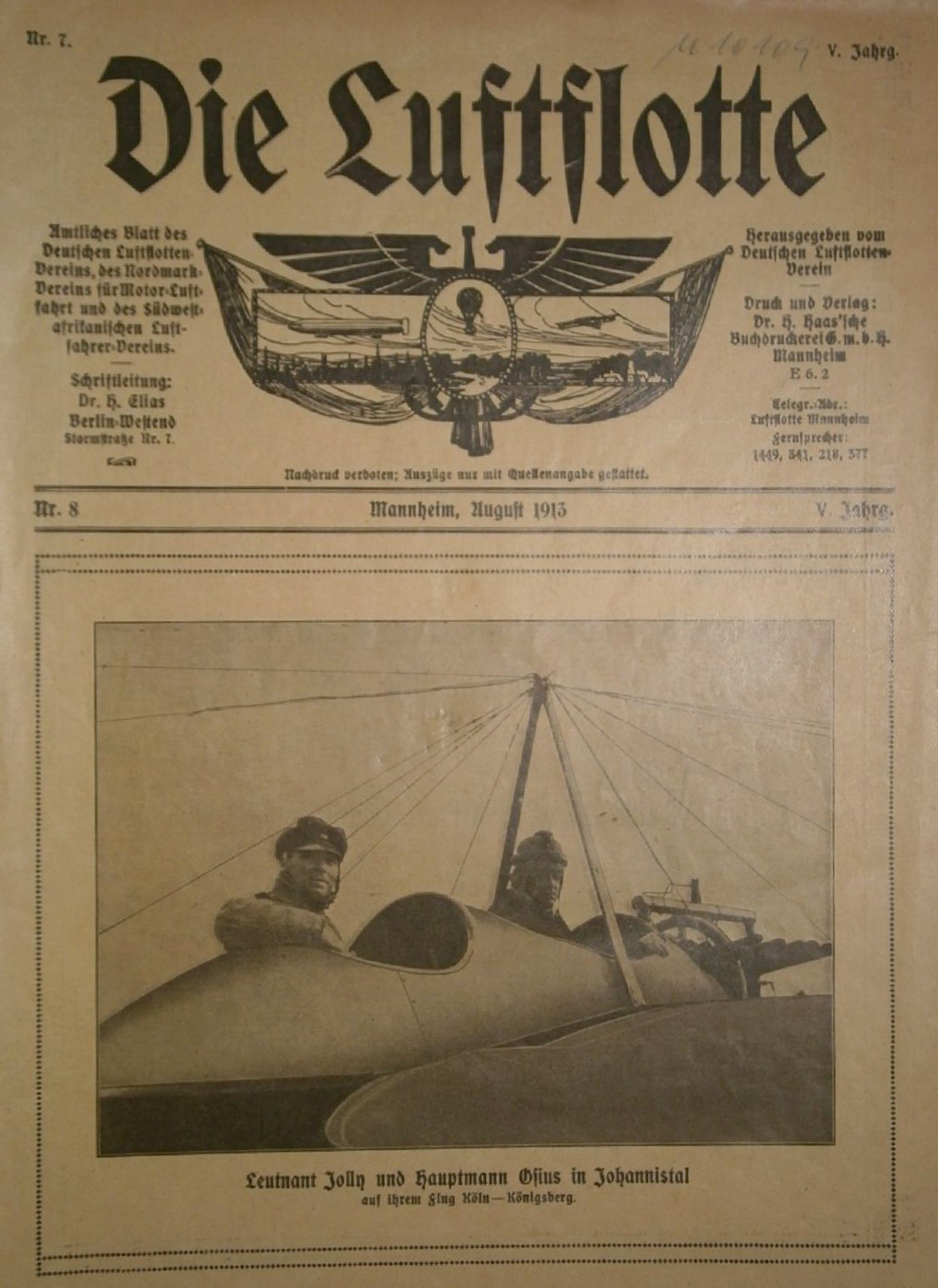
„Leutnant Jolly und Hauptmann Osius in Johannistal auf ihrem Flug Köln-Königsberg“;
Titelblatt der Zeitschrift Die Luftflotte vom August 1913

August Joly (* 2. Oktober 1883 in Rahm im Kreis Düsseldorf; † nach 1919) war ein deutscher Flugpionier.

## Leben
Joly war ein Sohn des königlichen Kommerzienrats Hubert Joly, Gründer und Besitzer des Eisenwerkes Joly in Wittenberg. Zu seinen Onkeln gehörten der Oberförster Paul Joly und der Ingenieur Franz Joly. Seine Cousine war die Dichterin Liesel Joly. Er schlug eine militärische Karriere ein und wirkte anfangs beim Pionier-Bataillon 24. 1912 absolvierte er seine Flugausbildung am Flugplatz Johannisthal und erhielt am 18. Juni 1912 das Flugführerzeugnis mit der Nummer 235. Nach Inbetriebnahme der Fliegerstation Butzweilerhof in Köln diente er unter dem dortigen Hauptmann Wilhelm Goebel. Im Oktober 1912 landete er mit seinem Co-Piloten Niemöller als erster in der Domstadt Speyer.
Joly nahm mit einer Gothaer Taube am Prinz-Heinrich-Flug des Jahres 1913 teil und wurde 4. Platz mit einer Gesamtzeit von 17 Stunden und 59,9 Minuten. Der Gewinner wurde Ferdinand von Hiddessen mit einem Mars-Eindecker. Joly stellte 1913 zusammen mit seinem Beobachter, Hauptmann im Generalstab Ludwig Osius, einen Rekord im Überlandflug auf der Strecke Köln-Berlin-Königsberg auf. Im selben Jahre erfolgte seine Beförderung zum Oberleutnant. Er nahm am Prinz-Heinrich-Flug des Jahres 1914 teil. Während des Ersten Weltkrieges geriet er im November 1914 in französische Kriegsgefangenschaft. Er diente nach seiner Freilassung noch als Flughafenkommandant des Flugplatzes Döberitz und nachfolgend als Flughafenkommandant des Flughafens Müritzsee. 1919 führte er den Rang eines Hauptmanns.

## Werke
- Joly Technisches Auskunftsbuch. 1939